# ثقافة كنيسة يسوع المسيح لقديسي الأيام الأخيرة

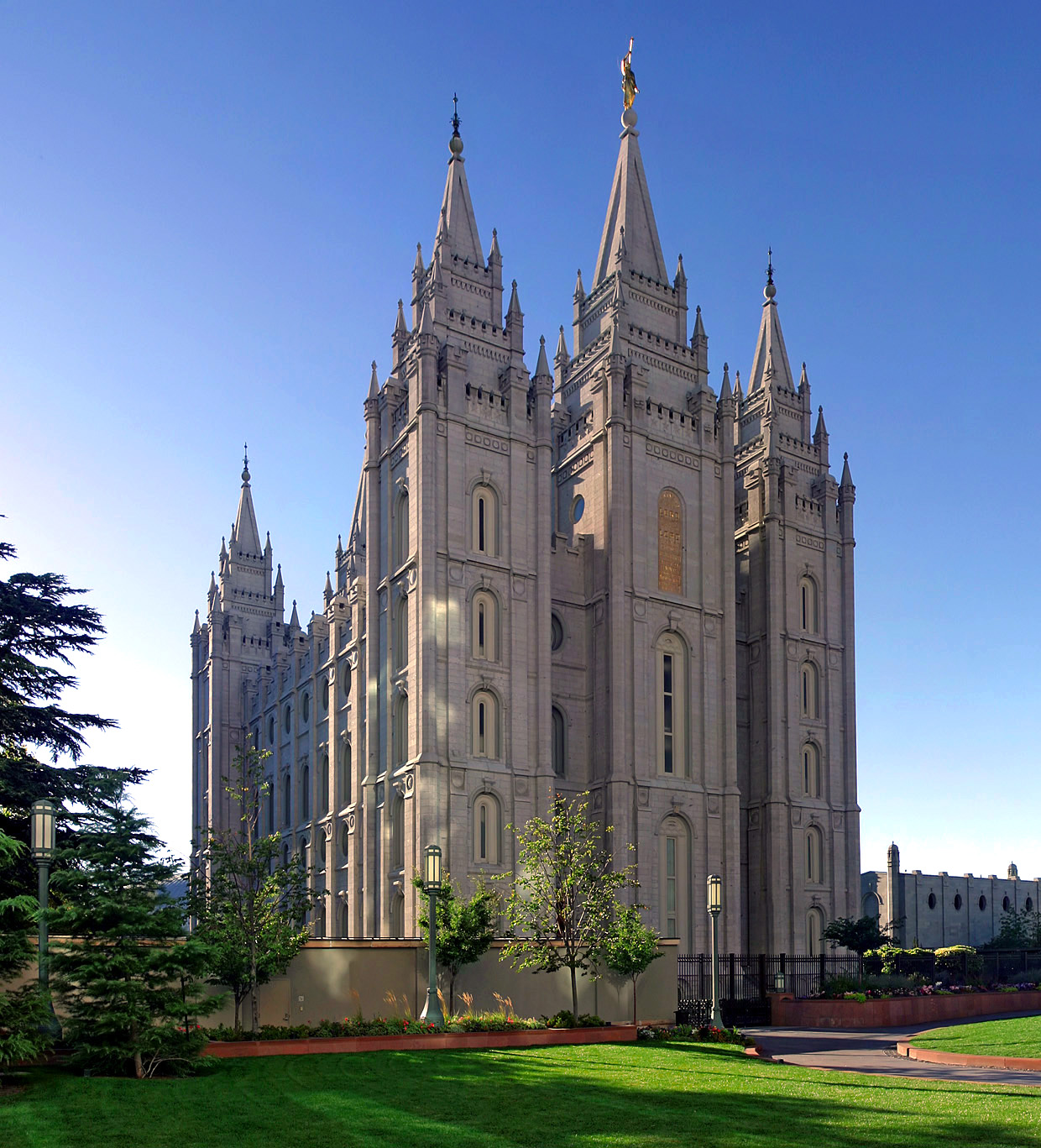
معبد سالت سيتي في ولاية يوتا، معقل المورمون الثقافي.

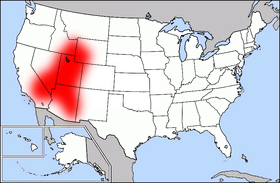
الممر المورموني (اللون الأحمر)، معقل المورمون التاريخي في الولايات المتحدة.

ثقافة كنيسة يسوع المسيح لقديسي الأيام الأخيرة تعكس التأثير الثقافي لمعتقدات وتقاليد الكنيسة الأساسية، على أعضاء الكنيسة، من حيث الممارسات والأنشطة. تتركز الثقافة المورمونية جغرافيًا في ممر المورمون في الولايات المتحدة خاصًة في ولاية يوتا، فضلًا عن أماكن كثيرة من العالم حيث يعيش أتباع قديسي الأيام الأخيرة.
الممارسات الشائعة لقديسي الأيام الأخيرة تشمل إتباع حكمة الكلمة، دفع العشور، الامتناع عن العلاقات الجنسية قبل الزواج، والمشاركة في قيادة الكنيسة، والامتناع عن العمل يوم الأحد عندما يكون ذلك ممكنًا، أمسيات الأسرة في المنزل والتبشير. تـُحرّمُ كنيسة قديسي الأيام الأخيرة شرب الخمر، وغالبية أتباعها لا يشربون الشاي والقهوة وكل ما يحتوي على الكافيين، كما أنهم لا يدخنون السجائر. وبعض المتشددين من المورمن يمنعون النساء من لبس التنانير القصيرة وسراويل. تشجّع المورمونية على الروابط الأسرية وصلة الرحم وتعطيها مكانة خاصة ويظهر ذلك في تخصيص أمسية السبت والإثنين لِلَم شمل العائلة وأيضًا على إنجاب البنين والأسر الكبيرة. فضلًا عن تشجيع حسن الضيافة والكرم.

## التعليم

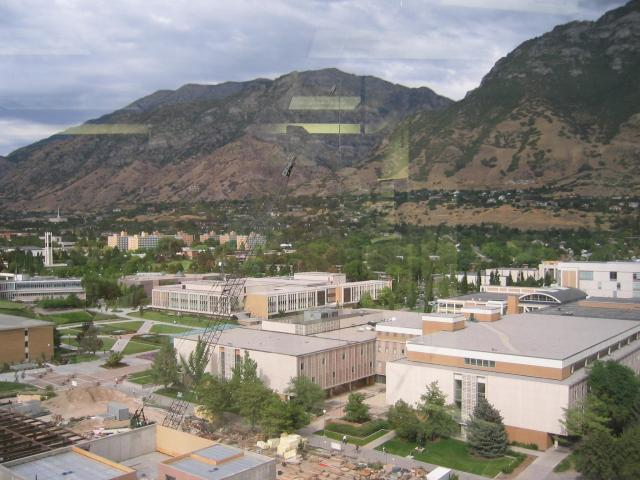
جامعة بريغام يونغ.

تعتقد كنيسة يسوع المسيح لقديسي الأيام الأخيرة أن واحد من أهم جوانب الحياة على الأرض هي فرصة التعلم والنمو المعرفي للأفراد. وفقًا لذلك، فالكنيسة تؤكد بقوة على أهمية التعليم وبالتالي فقد التعليم كجزء من التبشير. وتملك الكنيسة شبكة واسعة من المدارس والجامعات. على جميع الأعضاء في كنيسة قديسي الأيام الأخيرة الذين تتراوح أعمارهم اثني عشر عاما فما فوق حضور دروس مدارس الأحد، التي تقوم بتدريس دراسات الكتاب المقدس وغيرها من التربية الروحية المسيحية.
أكبر المؤسسات الجامعية المورمونية هي جامعة بريغام يونغ (بالإنجليزية: Brigham Young University)‏ في الولايات المتحدة في مدينة بروفو بولاية يوتا. وهي أكبر جامعة دينية في الولايات المتحدة. انشأت سنة 1875 على يد بريغام يونج. وهي أقدم مؤسسة في النظام التعليمي للكنيسة المورمونية. حوالي %98 من الطلاب هم مورمونيين. يتعهد كل طلاب الجامعة ومعلميها بالتقيد بميثاق الشرف الذي ينص على الاستقامة، عدم شرب الكحول والشاي والقهوة، عدم التدخين، عدم القيام بالعلاقات الجنسية خارج العلاقة الزوجية، وعدم تعاطي المخدرات من بين اشياء أخرى.
تتكون الجامعة من 11 كلية أكبرها كلية العلوم العائلية والبيتية، كلية الإدارة، كلية الإعلام والفنون الجميلة، كلية الهندسة والتكنولوجيا، وكلية الإنسانيات. في الجامعة حوالي 187 تخصصات لشهادة البكالوريوس، حوالي 64 تخصصات لشهادة الماجستير، وحوالي24 تخصصات لشهادة الدكتوراه.

## علم الأنساب

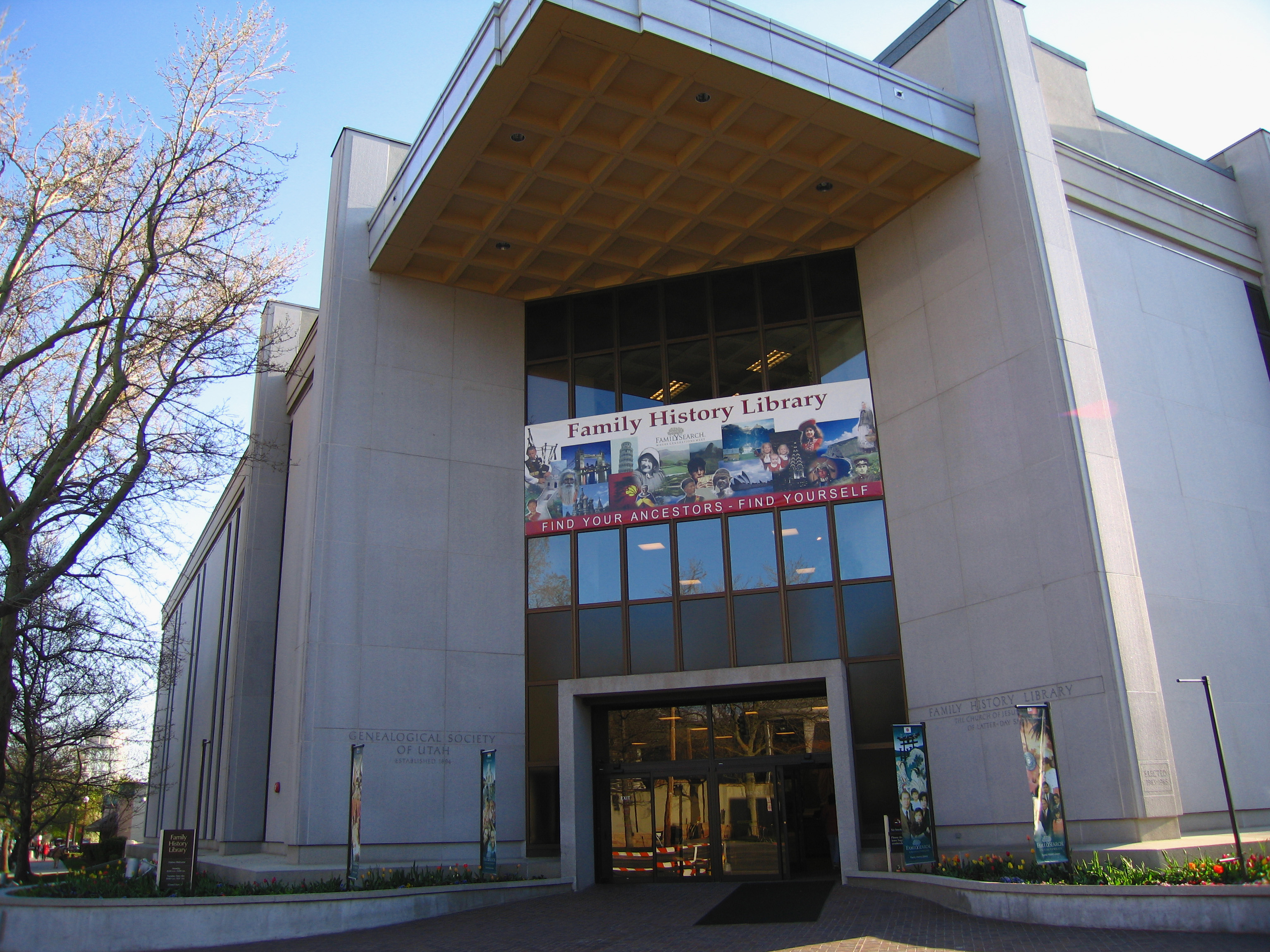
مكتبة تاريخ العائلة في سولت لايك.

مكتبة تاريخ العائلة التابع للكنيسة في سولت لايك أو كما يطلق عليه أيضًا مركز الأبحاث في تاريخ العائلة هو جانب هام من تقاليد المورمون، النابعة من تعاليم فقهية لأعضاء الكنيسة للبحث عن شجرة العائلة الخاصة بهم وتنفيذ مراسيم التعميد بالنيابة عن أجدادهم. ويعتقد أعضاء الكنيسة أن المراسيم هي «ختم» أو رابط الأسرة، مع هدف يجري سلسلة متصلة يعود إلى آدم. أعضاء الكنيسة قادرون على القيام بمعرفة أنسابهم في مختلف مراكز تاريخ العائلة المنتشرة في جميع أنحاء العالم، وعادة ما تكون هذه المراكز في القرب من كنائس المورمون. ظهور الحواسيب الشخصية دفعت الكنيسة إلى إنشاء ملف متخصصة معروف باسم GEDCOM لتخزين وتبادل هذه السجلات.
وتؤكد الكنيسة على موقع على الإنترنت يسمى FamilySearch للوصول إلى سجلات الأنساب، والتي تحتوي عادة على وثائق حول الميلاد والوفاة والزواج والمعلومات الخاصة لكل الأسرة.

## التبشير

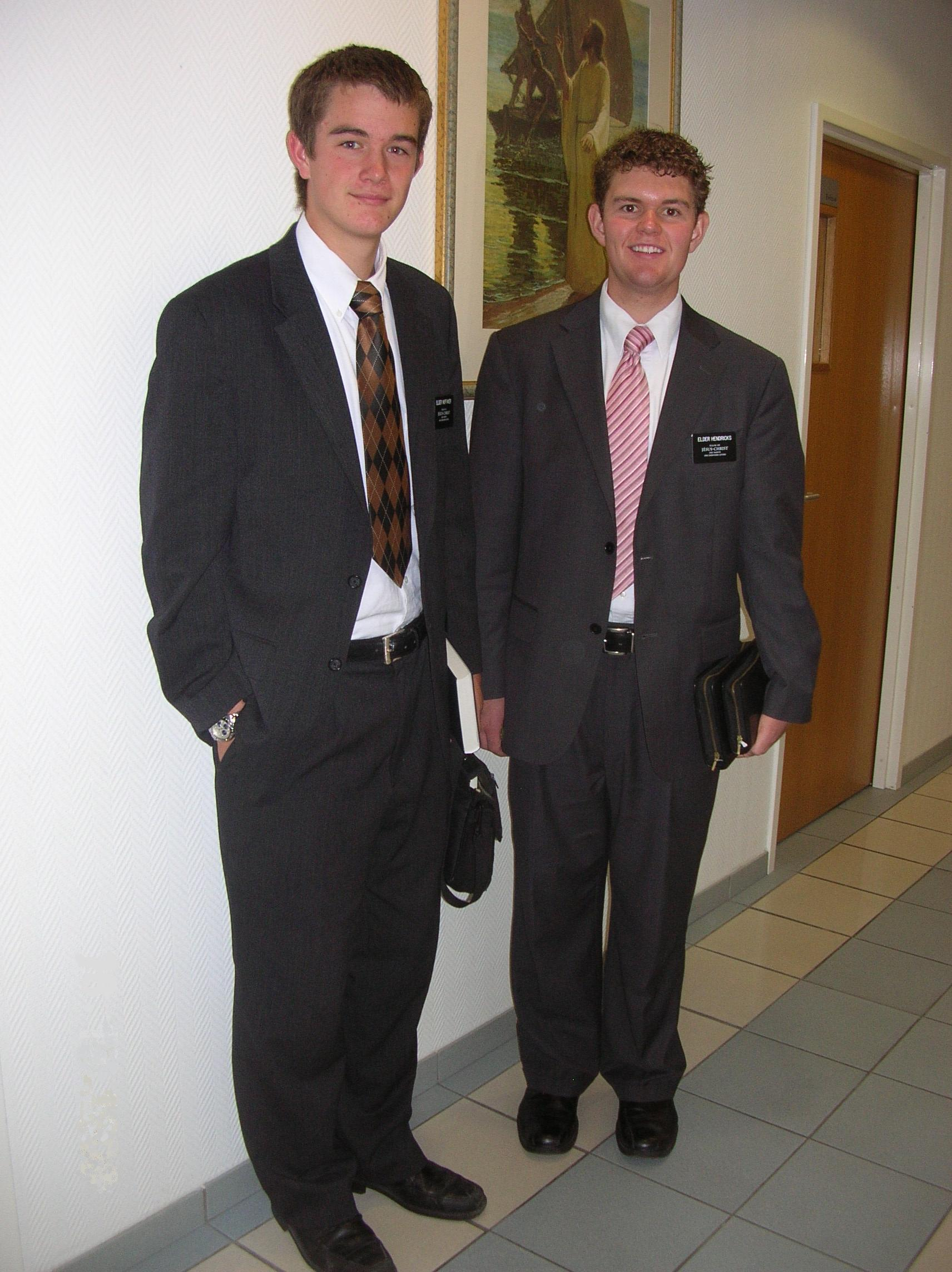
مبشرين من المورمون في لباسهم التقليدي.

كنيسة قديسي الأيام الأخيرة لديها واحد من البرامج التبشيرية الأكثر نشاطًا من أي كنيسة في العالم. خلال المؤتمر العام للكنيسة في شهر أبريل عام 2013، أشار توماس س. مونسون أن هناك هناك ما يزيد على 65,000 مبشر مورموني بدوام كامل بدون مقابل في جميع أنحاء العالم. من الممكن أن يبدأ الشباب العمل في التبشير لمدة سنتين في سن ال 18، أمّا الشابات فقادرات على البدء في الخدمة 18 شهرًا في سن ال 19، وفي كثير من الأحيان عليهم تعلم لغة أخرى.
العمل التبشيري هو مبدأ أساسي من مبادئ الكنيسة وأصبحت واحدة من خصائصها. مقر الكنيسة يعيّن المبشرين إلى منطقة عملهم، التي يمكن أن تكون في أي جزء من العالم. وقد يكون العمل التبشيري عمل إنساني، أو العمل تاريخي عائلي.

## الترفيه
تشجّع وتحتضن كنيسة قديسي الأيام الأخيرة العديد من الأنشطة الاجتماعية مثل الرياضة والنزهات. وترعى المنظمات الشبابية والنسائية الشابة النشاطات الأسبوعية في النوادي المورمونية.

## المطبخ

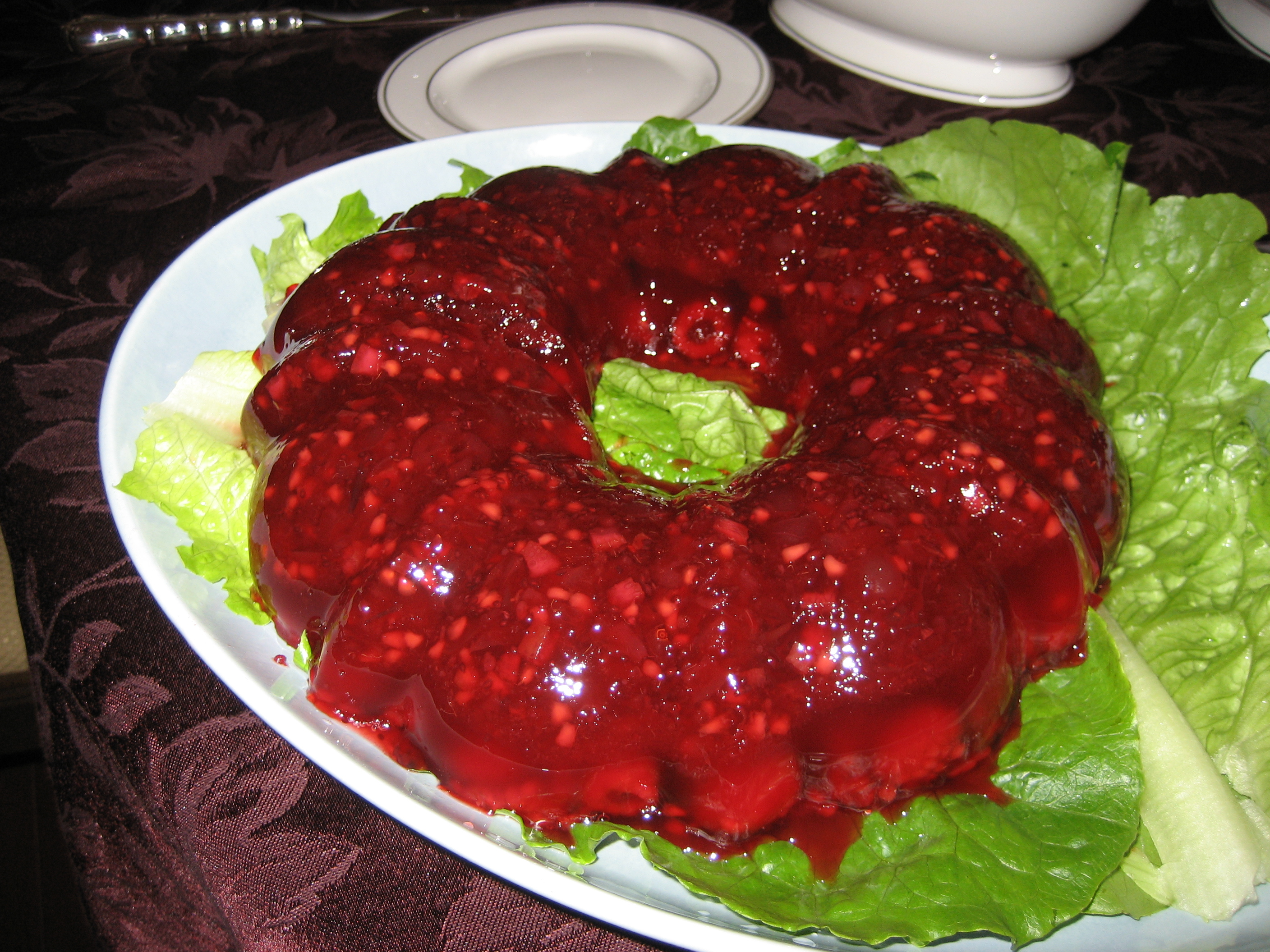
كعكة الجيلو وهي من حلويات المعروفة في المطبخ المورموني.

بين بعض أبرز المأكولات الشعبية في الثقافة المورمونية، وخصوصًا الواقعة في الممر المورمون، تشمل وجبة البطاطس، سلطة الجيلو، بيرة أبل وأنواع من الصلصة الخاصة في المأكولات البحرية.

## الفلكلور
الفلكلور المورموني هو مجموعة من الفنون القديمة والقصص والحكايات والأساطير الخاصة بكنيسة قديسي الأيام الأخيرة ويتضمن أيضًا حكايات، التاريخ الشفوي، المعتقدات الشعبية، العادات، الموسيقى، النكت، وتقاليد الثقافة المادية.

## الموسيقى
هناك عدد من الأغاني والتراتيل الخاصة في المورمون. ومن بين أشهر هذه الترانيم هي "تعالوا، تعالوا، أيها القديسين" ("Come, Come, Ye Saints") و"أنا طفل من الله" (""I Am a Child of God") و"روح الله مثل النار تحترق" ("The Spirit of God Like a Fire Is Burning") و"يا أبت" ("O My Father") وغيرها.

## الأسرة

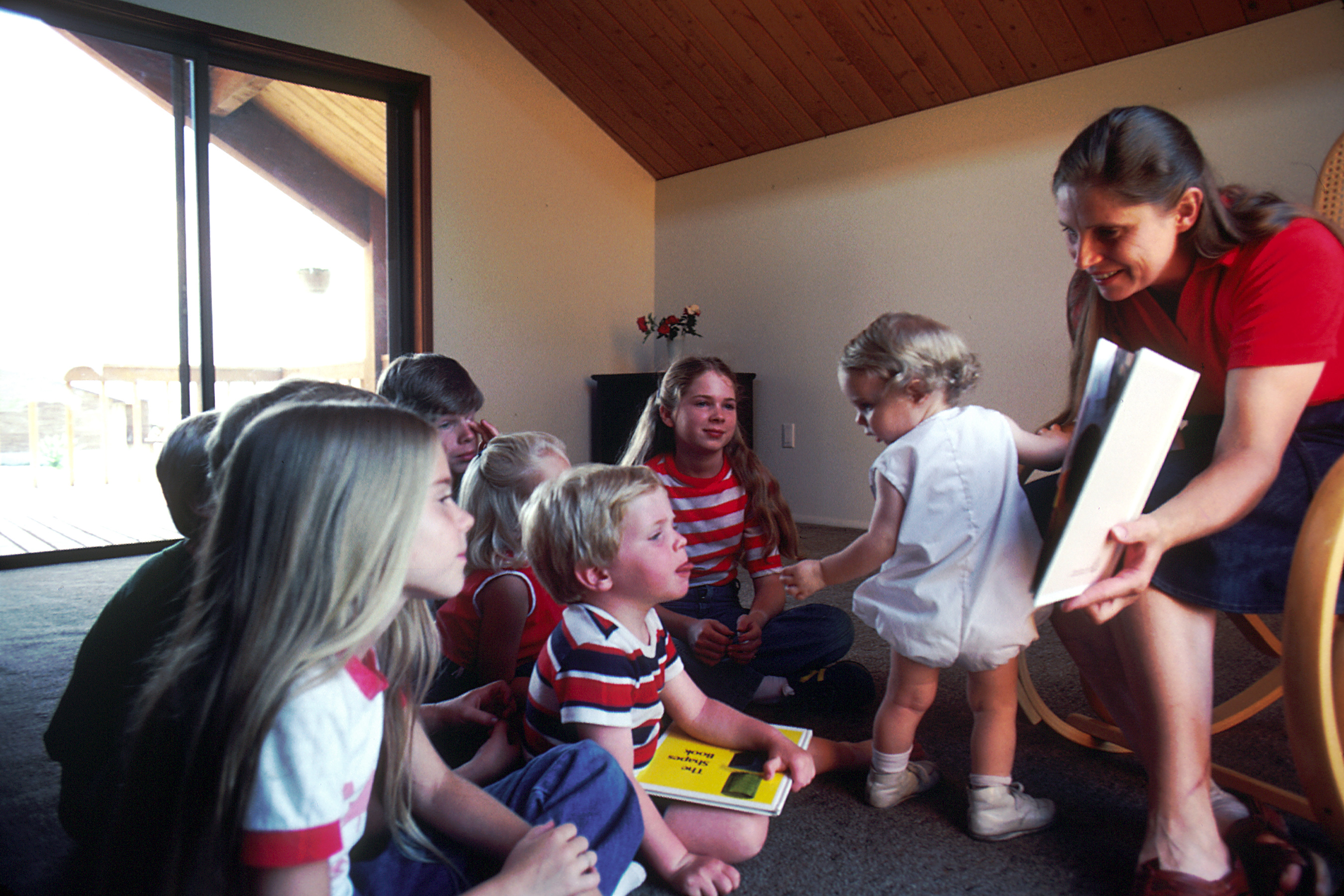
أسرة مورمونية خلال أمسية العائلة في المنزل.

تشجّع المورمونية على الروابط الأسرية وصلة الرحم وتعطيها مكانة خاصة ويظهر ذلك في تخصيص أمسية السبت والإثنين لِلَم شمل العائلة. أمسية العائلة في المنزل أو ليلة العائلة في سياق كنيسة يسوع المسيح لقديسي الأيام الأخيرة، يشير إلى ليلة واحدة في الأسبوع، وعادًة تكون ليلة يوم الاثنين، والتي فيها تُشّجع الأسر المورومونية على قضاء الوقت معًا في الدراسة والصلاة وغيرها من الأنشطة. وفقًا لكنيسة قديسي الأيام الأخيرة، فإن الغرض من ليلة العائلة هو مساعدة الأسر المورمونية على تعزيز أواصر الحب مع بعضها البعض وكذلك توفير مناخ حيث يُمّكن للوالدين تعليم الأطفال مبادئ من الإنجيل.

## مراكز التأهب
كنيسة قديسي الأيام الأخيرة تشجع بقوة كل عضو أن يكون مستعد لجميع أنواع الكوارث، بما في ذلك الظروف الاقتصادية الصعبة. ويشجع الأعضاء على تجمل الحدائق النباتية، وتخزين الإمدادات الغذائية لمدة سنة من، والحفاظ على «كيت لمدة 72 ساعة» (أو «حزمة 3 أيام») التي تحتوي على اللوازم الضرورية للحفاظ على النفس في حال وقوع كارثة طبيعية. الكنائس هي أيضًا مجهزة تجهيزًا جيدًا من الضروريات.

## الخطابة

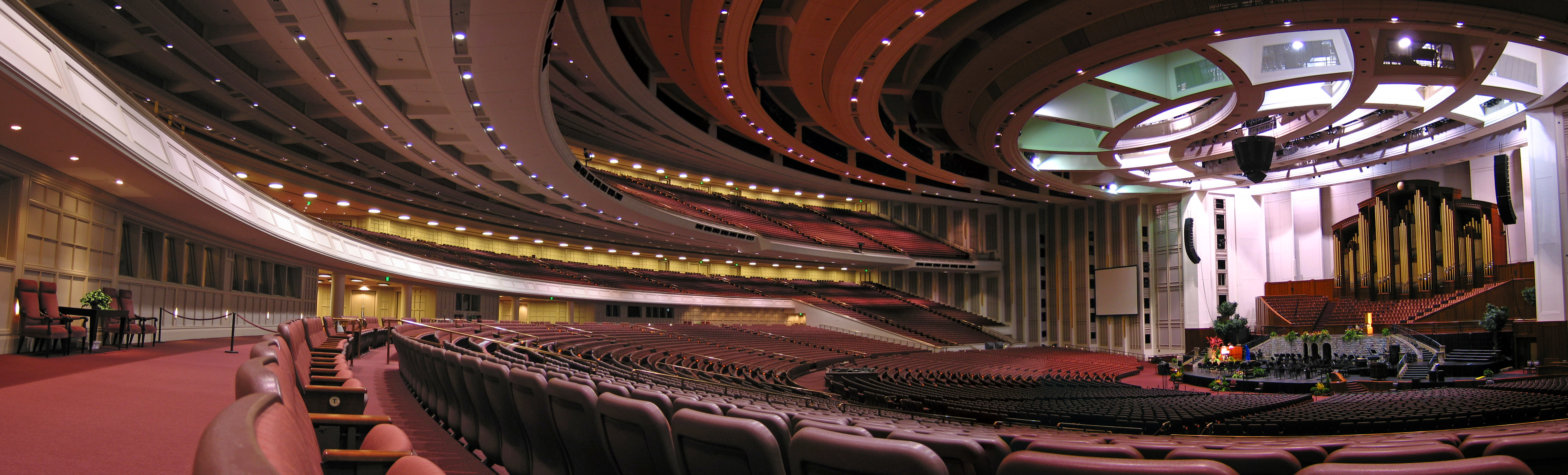
قاعة المؤتمرات في كنيسة الأيام الأخيرة.

لكنيسة قديسي الأيام الأخيرة تقليد عريق وغني في فن الخطابة والتحدث أمام الجمهور. ولدى الكنائس المورمونية قاعات داخلية في مراكز المؤتمرات. وسنويًا تقام عادة فيها يخطب خطباء موهوبين حيث الكثيرون منهم مهرة في النقاش - أمام الجمهور.